# Sabadell Federal
Sabadell Federal fou un setmanari de Sabadell, aparegut el 27 de setembre de 1913, dirigit per Joan Puig Pujol. Neix com a setmanari portaveu del Partit Federal de Sabadell, d'ideologia federal nacionalista republicana, tal com s'exposa a l'editorial del primer número de la publicació. El setmanari sorgeix per tal de fer front als blocs de dretes, que en l'època, eren força units a la ciutat de Sabadell.
La redacció i administració de la publicació eren al carrer del Pedregar, 17, però la impremta, en canvi, era la Tipografia Ribera. Més tard, l'imprimeix Joan Sallent i Prat, tot i que els seus darrers números publicats tornen a estampar-se a la impremta de Ribera. El número solt tindrà un preu de 10 cèntims, i la subscripció mensual serà de 50 cèntims.
Des del seu número 18, que data del 24 de gener de 1914, passa a ser el setmanari portaveu del Partit Federal. Això donarà lloc a què tant la redacció com l'administració es traslladin al carrer Jardí número 7 i 9, on el partit hi podrà tenir més control. Cal destacar també, que a partir del seu número 56 es presenta en una mida més gran. La seva aparició conclou el 24 de març de 1917, en aquests tres anys de vida serà el setmanari d'esquerra de referència a la comarca. A l'Arxiu Històric de Sabadell s'hi conserven 185 números que es poden consultar sense traves.
Com a col·laboradors importants al setmanari hi van escriure Lluís Companys quan lluitava com a diputat per Sabadell o bé Joan Salvat-Papasseit, qui durant l'any 1916 va publicar per entregues Glosses d'un socialista.